# Юрьевское Евангелие
Юрьевское Евангелие — Евангелие-апракос, рукопись XII века, памятник древнеславянского языка.
Евангелие написано на 231 листах пергамена чёрным уставным письмом в два столбца. За чтением по неделям приложен синаксарь. Рукопись украшена заставками и буквицами с зооморфными и антропоморфными мотивами, выполненными киноварью. Рисунок некоторых буквиц связан по смыслу с текстом, который они предваряют. На фронтисписе Евангелия киноварью изображён храм без крестов в окружении птиц и зверей. В 1858 году Евангелие было переплетено без обреза страниц в малиновый бархат с серебряными накладками.
И. Срезневский, обнаруживший в 1858 году отметку писца, определил время создания Евангелия 1120—1128 годами. Согласно ей, Юрьевское Евангелие было написано «угринцем» (венгром) Фёдором по заказу игумена Новгородского Юрьевского монастыря Кириака. В 1661 году Евангелие было передано в Новоиерусалимский монастырь Патриархом Никоном, о чём свидетельствует вкладная надпись с 1 по 16 страницу рукописи. Юрьевское Евангелие описал и сравнил с другими древнеславянскими рукописями Воскресенской библиотеки архимандрит Амфилохий, бывший настоятелем Новоиерусалимского монастыря в 1858 — 1860 годах. В 1862 году Евангелие было передано в Синодальную библиотеку. Из неё в 1920 году поступило в собрание ГИМа под номером Син. 1003.